# Nemesszentandrás
Nemesszentandrás là một thị trấn thuộc hạt Zala, Hungary. Thị trấn này có diện tích 5,47 km², dân số năm 2010 là 290 người, mật độ 53 người/km².